# Flodoard von Reims
Flodoard von Reims (* 894 in Épernay; † 28. März 966 in Reims) war ein westfränkischer Chronist.

## Leben
Flodoard studierte in Reims und wurde Kanoniker an der Kathedrale von Reims. Als solcher wurde er Vertrauter der Erzbischöfe Herive und Seulf. 936 wurde er von Erzbischof Artold von Reims nach Rom gesandt, wo er von Papst Leo VII. zum Priester geweiht wurde. Während des Streits zwischen Hugo von Vermandois und Artold um die Erzbischofswürde stand er an der Seite Artolds und ging zweimal seiner Pfründe verlustig und wurde zwischenzeitlich für fünf Monate unter Hausarrest gestellt. Nachdem die Universalsynode von Ingelheim 948 Artold als Erzbischof bestätigt hatte, wurde Flodoard sein wichtigster Berater. Man ging lange davon aus, dass Flodoard sich um 952 in ein Kloster zurückzog und sich ganz seinem literarischen Schaffen widmete. Neuere Forschungen widerlegen den Eintritt ebenso wie eine angebliche Abt- oder gar Bischofsweihe.

## Werk
Seine Stellung als Archivar des Erzbistums ermöglichte es ihm, eine „Geschichte der Kathedrale von Reims“ (Historia Remensis ecclesiae) zu verfassen, die heute als eines der bedeutendsten Werke des 10. Jahrhunderts gilt. Aus den ihm zugänglichen Quellen stellte er seine eigene Chronik zusammen, in der er die meisten Originale in voller Länge zitiert. Ebenso bedeutend sind seine zwischen 919 und 966 geschaffenen Annalen. Sie werden wegen ihrer Zuverlässigkeit von Historikern als hervorragende Quelle zur politischen Geschichte und Kirchengeschichte des Westfrankenreichs geschätzt.

## Editionen und Übersetzungen
- Annales
  - Philippe Lauer (Hrsg.): Les Annales de Flodoard. Collection des textes pour servir à l’étude et à l’enseignement de l’histoire 39. Paris: Picard, 1905. Verfügbar im Internet Archive (Latein mit französischer Einleitung und französischen Fußnoten)
  - Georg Heinrich Pertz u. a. (Hrsg.): Scriptores (in Folio) 3: Annales, chronica et historiae aevi Saxonici. Hannover 1839, S. 363–408 (Monumenta Germaniae Historica, Digitalisat)
  - PL 135 (Documenta Catholica Omnia)
  - Steven Fanning und Bernard S. Bachrach (Übers.): The Annals of Flodoard of Reims, 919–966.  Readings in Medieval Civilizations and Cultures 9. Broadview Press, 2004. ISBN 1-55111-650-2.
  - François Guizot (Übers.): Siège de Paris par les Normands, poème d’Abbon [etc.] Collection des Mémoires relatifs a l’Histoire de France. Paris, 1824. 69–162. Verfügbar bei Gallica
  - Thomas Wozniak, Günter Eichler: Flodoard von Reims: Annalen (= Ausgewählte Quellen zur Geschichte des Mittelalters. Band 52). wbg Academic, Darmstadt 2020, ISBN 978-3-534-27258-7.

- Historia Remensis ecclesiae
  - Martina Stratmann (Hrsg.): Scriptores (in Folio) 36: Flodoard von Reims, Historia Remensis ecclesiae. Hannover 1998 (Monumenta Germaniae Historica, Digitalisat)
  - Georg Waitz u. a. (Hrsg.): Scriptores (in Folio) 13: Supplementa tomorum I-XII, pars I. Hannover 1881, S. 405–599 (Monumenta Germaniae Historica, Digitalisat)
  - PL 135 (Documenta Catholica Omnia)
  - M. Lejeune (Übers.): Flodoardi Historia remensis ecclesiæ. Histoire de l’église de Reims. Reims, 1854–1855. Verfügbar bei Google Books.
  - François Guizot (Übers.): Histoire de l’Église de Rheims. Collection des Mémoires relatifs a l’Histoire de France. Paris, 1824. Verfügbar bei Gallica
  - Flodoard: Histoire de l‘église de Reims. 2 Bände, (Sources de l’histoire de France), Paleo 2004, ISBN 2-84909-052-2.

- Drei Gedichte, gemeinsam bekannt als De Triumphis Christi: De triumphis Christi sanctorumque Palaestinae, De triumphis Christi Antiochiae gestis, De triumphis Christi apud Italiam
  - PL 135 (Documenta Catholica Omnia)